# NASCAR Hall of Fame
L'NASCAR Hall of Fame è un'hall of fame, a carattere permanente, dedicata ai soggetti che si sono distinti nella NASCAR.

## Storia
La creazione della struttura è cominciata nel 2007 a Charlotte nella Carolina del Nord. Nel 2010 viene inaugurata e aperta al pubblico. Di proprietà della Città di Charlotte è costata 160 milioni di dollari americani ed è gestita dalla Charlotte Regional Visitors Authority.

## Personalità introdotte

### 2010
- Dale Earnhardt, Bill France Sr., Bill France Jr., Junior Johnson e Richard Petty

### 2011
- Bobby Allison, Ned Jarrett, Bud Moore, David Pearson e Lee Petty

### 2012
- Richie Evans, Dale Inman, Darrell Waltrip, Glen Wood e Cale Yarborough

### 2013
- Buck Baker, Cotton Owens, Herb Thomas, Rusty Wallace e Leonard Wood

### 2014
- Tim Flock, Maurice Petty, Dale Jarrett, Jack Ingram e Fireball Roberts

### 2015
- Bill Elliott, Fred Lorenzen, Wendell Scott, Joe Weatherly e Rex White

### 2016
- Jerry Cook, Bobby Isaac, Terry Labonte, Bruton Smith e Curtis Turner

### 2017
- Richard Childress, Rick Hendrick, Mark Martin, Raymond Parks e Benny Parsons

### 2018
- Red Byron, Ray Evernham, Ron Hornaday Jr., Ken Squier e Robert Yates

### 2019
- Jeff Gordon, Jack Roush, Roger Penske, Davey Allison e Alan Kulwicki

### 2020
- Tony Stewart, Joe Gibbs, Waddell Wilson, Buddy Baker, Bobby Labonte

### 2021
- Dale Earnhardt Jr., Red Farmer, Mike Stefanik

### 2022
- Non c'era alcuna classe del 2022 poiché la NASCAR ha deciso di posticipare la cerimonia di investitura per la classe del 2021 al 2022 a causa della pandemia di COVID-19.

### 2023
Matt Kenseth, Hershel McGriff, Kirk Shelmerdine

### 2024
Donnie Allison, Jimmie Johnson, Chad Knaus

### 2025
Ralph Moody, Ricky Rudd, Carl Edwards